# 台北インターチェンジ
台北インターチェンジ（たいほくインターチェンジ、繁体字中国語: 臺北交流道）は、台湾の中山高速公路にあるインターチェンジ。重慶北路に接続していることから、重慶北路インターチェンジ（じゅうけいほくろインターチェンジ、繁体字中国語: 重慶北路交流道）とも呼ばれる。台北市大同区に位置する。円山インターチェンジと並んで、台北市の重要なインターチェンジとして機能している。